# Фолкс, Мартин
Мартин Фолкс (англ. Martin Folkes; 29 октября 1690 — 28 июня 1754) — британский математик, астроном, антиквар и нумизмат. Член (1713) и президент (1741—1752) Лондонского королевского общества.

## Биография

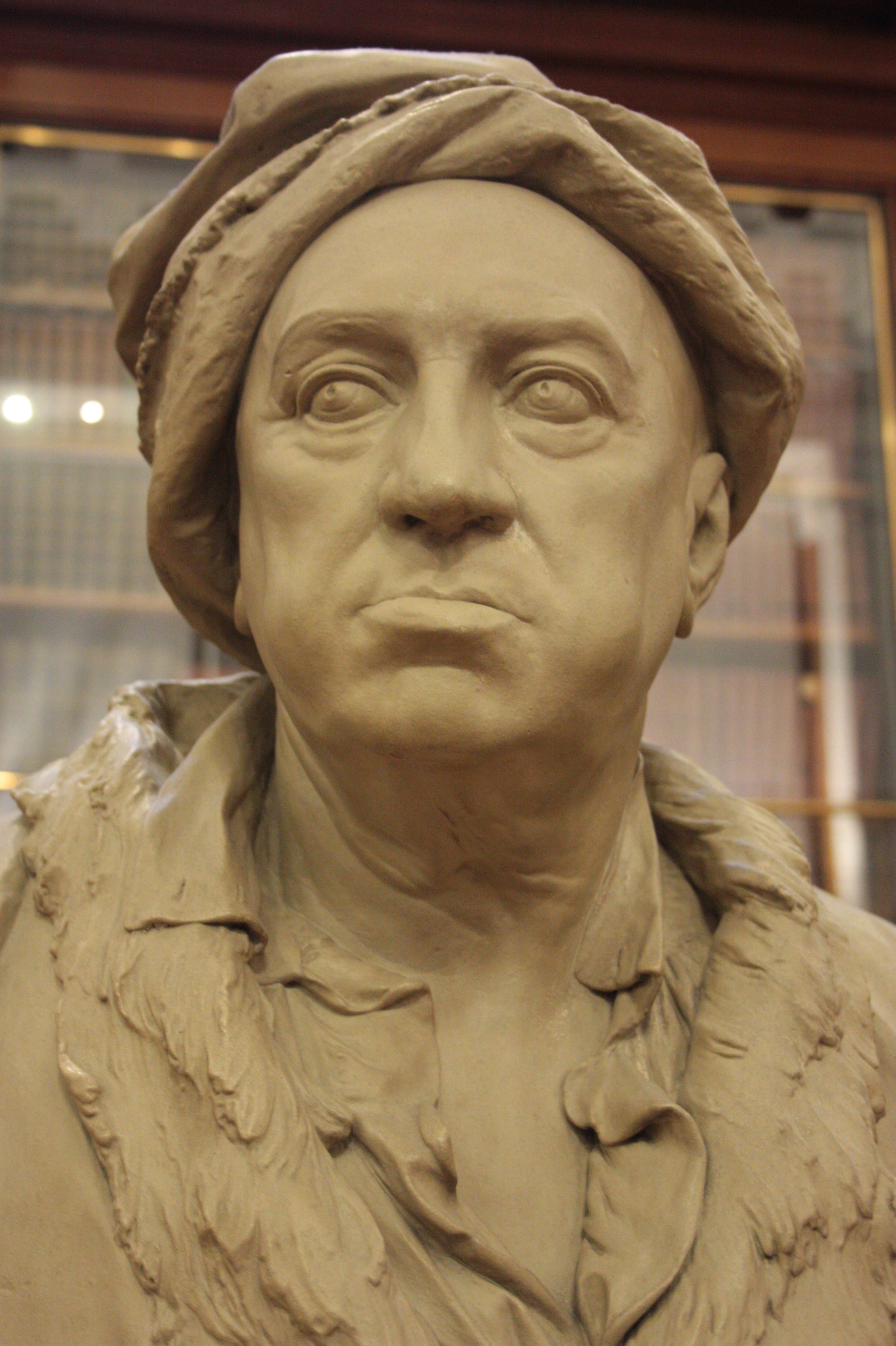
Бюст М. Фолкса, Британский музей

Образование получил в Клэр-колледже Кембриджского университета. Отличался в изучении математики, в двадцать три года был избран членом Лондонского королевского общества. В 1716 году был избран одним из первых членов общества, в 1723 году президент общества сэр Исаак Ньютон, назначил его одним из вице-президентов. После смерти Ньютона М. Фолкс стал кандидатом в президенты, но на выборах проиграл Гансу Слоану. Занял кресло президента Королевского общества в 1741 году.
В 1742 г. избран членом Французской Королевской академии наук.
В 1746 году стал почётным доктором университетов Оксфорда и Кембриджа.
Масон. В 1724—1725 годах был заместителем великого мастера Первой великой ложи Англии.
В 1733 году совершил путешествие по Италии, написал «Диссертацию о весе и стоимости древних монет» (Dissertations on the weights and Values of Ancient Coins), с которой выступил перед Обществом антикваров, председателем которого он был позже с 1749 по 1754 год. Автор ещё нескольких работ, в основном, о римских древностях.